# Parnassiana panaetolikon
Parnassiana panaetolikon is een rechtvleugelig insect uit de familie sabelsprinkhanen (Tettigoniidae). De wetenschappelijke naam van deze soort is voor het eerst geldig gepubliceerd in 1980 door Willemse.
1. ↑  (en) Parnassiana panaetolikon op de IUCN Red List of Threatened Species.